# Impressora làser

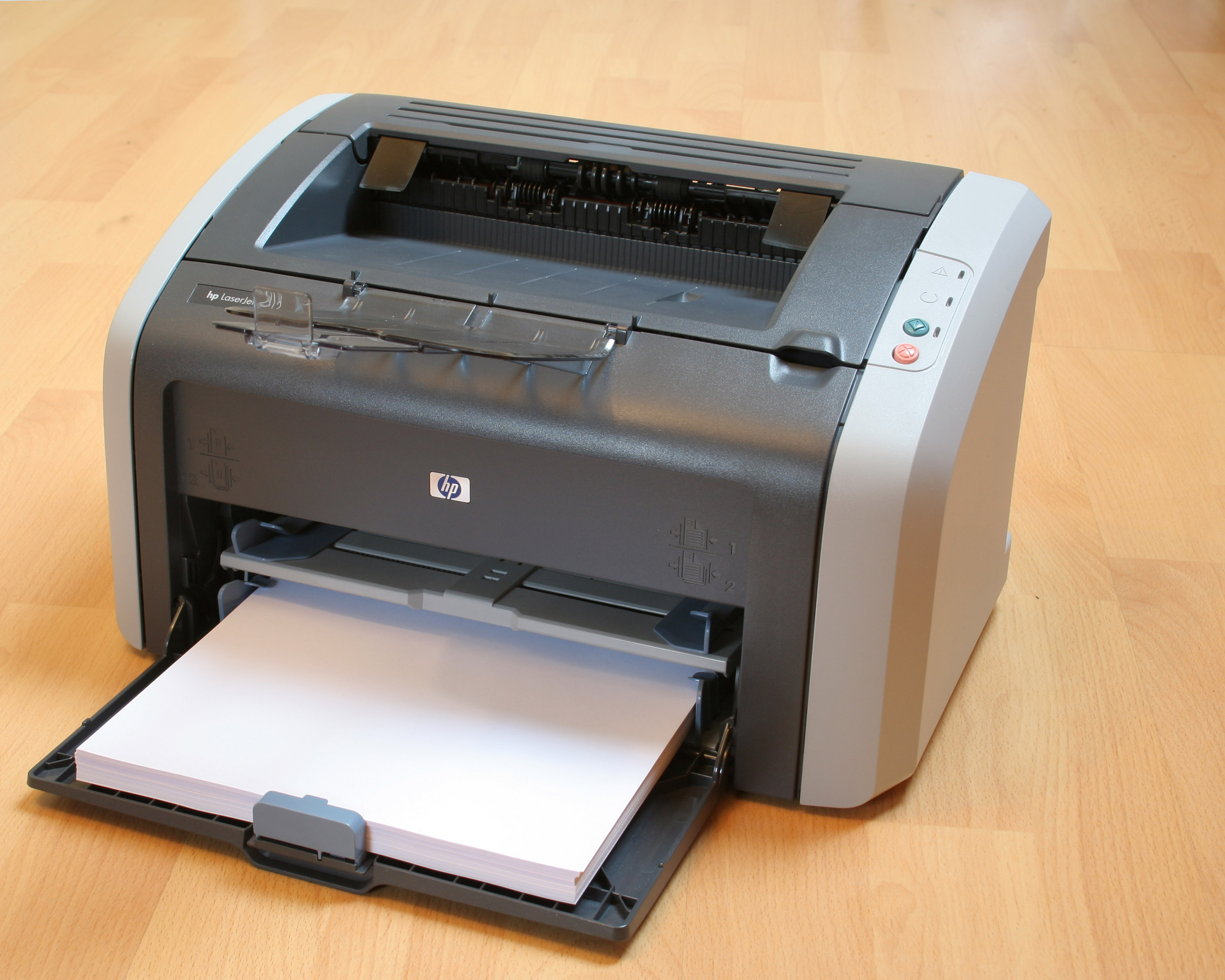
Impressora làser

Una impressora làser és un tipus d'impressora que usa tecnologia làser per imprimir textos i gràfics d'alta qualitat sobre paper. Imprimeixen gràcies a la xerografia, com les fotocopiadores, però a diferència de les fotocopiadores analògiques, la imatge a imprimir es genera sobre el tambor fotosensible amb un raig làser.
Les impressores làser permeten obtenir tirades de paper de qualitat, a baix cost i amb una elevada velocitat d'impressió, però el cost d'adquisició sol ser més elevat que altres tipus d'impressores, com les impressores de raig de tinta, fent-la més apte per a usos professionals.
La impressora làser consta d'un tambor fotosensible que es carrega electroestàticament il·luminant-lo amb un raig làser, en les zones a imprimir. Aquestes zones carregades, atreuen la tinta (tòner) amb el fi de formar un dibuix que es dipositarà sobre la fulla de paper i es fixarà a aquest amb escalfor. En les impressores làser de color, aquest procés es produeix quatre vegades, un per imprimir el color negre, un pel cian, un pel magenta i un pel groc.

## Funcionament
- El tambor (un corró metàl·lic) es descarrega electroestàticament.
- S'usen les dades enviades a la impressora per a decidir quines parts del tambor cal il·luminar. Allà on toca el làser, el tambor es carrega positivament (agafa càrregues electroestàtiques positives).
- Quan aquestes zones carregades passen pel tòner (un dipòsit de pols molt petita i fina), capturen el tòner, mentre que les zones no il·luminades no.
- El full de paper que serà imprès es carrega amb càrregues negatives. Al passar a prop del tambor, la tinta (positiva) és atreta pel paper (negatiu), de manera que el tòner es transfereix al paper.
- Si la impressora és en color, es repeteixen aquests passos pels tres colors bàsics, magenta cian i groc.
- Finalment el fusor aplica pressió i temperatura, per a fixar la tinta damunt del full de paper.